# NGC 6196
NGC 6196 este o galaxie situată în constelația Hercule. A fost descoperită în 9 iulie 1864 de către Albert Marth. Se află la o distanță de 134,69 de megaparseci de Pământ.